# Petite rivière aux Saumons
Pour les articles homonymes, voir Rivière aux Saumons.
La Petite rivière aux Saumons est un affluent de la rivière Ashuapmushuan, coulant dans le territoire non organisé de Rivière-Mistassini et dans la municipalité de Saint-Thomas-Didyme, dans la municipalité régionale de comté (MRC) de Maria-Chapdelaine, dans la région administrative de Saguenay–Lac-Saint-Jean, dans la province de Québec, au Canada.
La vallée de la Petite rivière aux Saumons est surtout desservie par des routes forestières,.
La sylviculture constitue la principale activité économique de cette vallée.

## Géographie
La Petite rivière aux Saumons tire sa source à l'embouchure du lac Anita (longueur: 0,34 km; altitude: 279 m). Ce lac de tête comporte deux émissaires: l'autre coule vers le nord pour se décharger vers le lac Chapeau lequel se déverse à son tour dans le Petit lac à Jim.
L'embouchure du lac Anita est située en zone forestière dans le territoire non organisé de Rivière-Mistassini, à:
- 4,6 km au nord-est du cours du ruisseau Moncou lequel coule en parallèle (du côté ouest) à la Petite rivière aux Saumons;
- 11,2 km au nord-ouest de l'embouchure de la Petite rivière aux Saumons;
- 48,9 km au nord-ouest du centre-ville de Saint-Félicien[2].

À partir de l'embouchure du lac de la Petite rivière aux Saumons, la Petite rivière aux Saumons coule sur 13,1 km, avec une dénivellation de 83 m, entièrement en zone forestière, selon les segments suivants:
- 1,5 km vers le sud relativement en ligne droite, en traversant le lac Malfait (longueur: 1,0 km; altitude: 276 m), jusqu'à son embouchure;
- 2,1 km vers le sud relativement en ligne droite, en traversant le Lac de la Petite Rivière aux Saumons (longueur: 0,7 km; altitude: 273 m), jusqu'à son embouchure;
- 2,2 km d'abord vers le sud en ligne droite, jusqu'à la limite de la municipalité de Saint-Thomas-Didyme;
- 7,3 km vers le sud-est, en entrant dans la réserve faunique Ashuapmushuan et en recueillant la décharge (venant du nord-ouest) du lac Perron, jusqu'à un coude de rivière; puis sur 1,0 km vers l'ouest, jusqu'à son embouchure[2].

La Petite rivière aux Saumons se déverse sur rive nord de la rivière Ashuapmushuan à 4,0 km en amont de la confluence de la rivière à la Loutre. Cette confluence est située à:
- 16,0 km au sud-ouest du centre du village de Saint-Thomas-Didyme;
- 40,8 km au nord-ouest du centre-ville de Saint-Félicien;
- 51,5 km au nord-ouest de l'embouchure de la rivière Ashuapmushuan[2].

À partir de l’embouchure de la Petite rivière aux Saumons, le courant descend le cours de la rivière Ashuapmushuan sur 62,5 km, puis traverse le lac Saint-Jean vers l'est sur 41,1 km (soit sa pleine longueur), emprunte le cours de la rivière Saguenay via la Petite Décharge sur 172,3 km vers l'est jusqu'à Tadoussac où il conflue avec l’estuaire du Saint-Laurent.

## Toponymie
Les toponymes "Petite rivière aux Saumons" et "Lac de la Petite Rivière aux Saumons" sont interreliés.
Le toponyme « Petite rivière aux Saumons » a été officialisé le 29 septembre 1975 à la Banque des noms de lieux de la Commission de toponymie du Québec.